# Елькова, Анна Викторовна
Анна Викторовна Елькова (род. 1986, Курск) — российская писательница в жанре хоррор.

## Биография
Родилась 15 сентября 1986 года в Курске. Окончила факультет иностранных языков Курского государственного университета (2008).
Наиболее известна своим дебютным произведением «Ася» (история о жертве, нашедшей «выход» из абьюзивных отношений), осенью 2022 года вошедшего в антологию «Самая страшная книга 2023» издательства АСТ на основе читательского голосования. Издание было отмечено номинацией на FantLab's Book of the Year Award за лучшую книгу года в категории «Антология».
Замужем. Есть дочь.
В мае 2023 года Анна Елькова оказалась в центре скандала, когда была уволена из московского билингвального частного учебного заведения, где работала учительницей английского языка в школе, а также воспитательницей в детском саду, на основании её увлечения жанром хоррора.

## Критика
М. С. Парфёнов высоко оценил творчество Ельковой, отметив большой потенциал писательницы, также сказал: «Так вышло, что дебютная публикация молодого автора Анны Ельковой случилась в антологии „Самая страшная книга 2023“, которую некоторые упрекают за излишнее обилие „политкорректных“ тем. На самом деле буллинг это действительно ужасно, и нет ничего удивительного в том, что „Ася“ попала в эту книгу, став, на мой взгляд, одним из её украшений».
Как отмечает рецензент портала Darker Андрей Старцев, «Ася» Ельковой — это «бодрый, динамичный боди-хоррор, живописующий историю неблагополучных, отвратительных отношений и их весьма плачевный итог. Текст получился ярким, мощным, а его эмоциональный заряд едва ли сможет пройти мимо читателя… как и восхитительно-кровавая кульминация истории».